# Kong
Kong es un departamento de la región de Tchologo, Costa de Marfil. En mayo de 2021 tenía una población censada de 118 304 habitantes.
Se encuentra ubicado al norte del país, junto a la frontera con Burkina Faso.